# Shoprite Holdings Ltd
Shoprite Holdings Ltd est un groupe sud-africain du secteur de la grande distribution basé à Brackenfell, en Afrique du Sud. Il possède les enseignes Shoprite, U Save, Checkers. Il est le plus grand groupe de supermarchés en Afrique. En 2024, Shoprite compte 3 031 magasins dans 10 pays.

## Histoire
Le groupe Shoprite a été fondé en 1979 et est coté en bourse depuis 1986. En 1990, Shoprite s'est étendu en Namibie. Cette même année, la société a acquis la chaîne nationale Grand Bazaars, puis Checkers en 1991. En 1997, Shoprite a acquis OK Bazaars pour un rand et s'agrandit avec 157 supermarchés et 146 magasins de meubles. En 2000, le groupe a ouvert ses premiers supermarchés au Zimbabwe et en Ouganda.
En avril 2012, Shoprite est le premier détaillant sud-africain à entrer en République démocratique du Congo et à ouvrir un supermarché à Kinshasa.
En 2018, Shoprite s'étend au Kenya en ouvrant 4 magasins.
En juin 2021, citant notamment des chaînes d'approvisionnement défaillantes, il vend ses 25 supermarchés nigérians au groupe Ketron qui conserve l'enseigne en franchise.
En septembre 2021, Shoprite se retire de l'Ouganda, de Madagascar et du Kenya, citant des pertes financières. En 2022, Shoprite sort également du marché congolais.
En octobre 2024, le groupe annonce avoir ouvert 68 nouveaux magasins en Afrique, dont 53 magasins en Afrique du Sud.

## Implantation
En 2024, Shoprite compte 3 031 magasins dans 10 pays : en Afrique du Sud (2 676 magasins), en Angola (40 magasins), au Botswana (41 magasins), en Eswatini (46 magasins), au Ghana (7 magasins), au Lesotho (34 magasins), au Malawi (5 magasins), au Mozambique (26 magasins), en Namibie (105 magasins), et en Zambie (51 magasins). Il compte aussi des magasins au Nigéria.

## Enseignes
Les principales enseignes sont :
- Shoprite: 791 magasins
- Checkers: 293 magasins
- Checkers Hyper: 38 magasins
- Usave: 510 magasins
- OK: 529 magasins